# فرس النهر العتيق
فرس النهر العتيق (الاسم العلمي: Hippopotamus antiquus) كان فرس النهر العتيق ، الذي يُطلق عليه أحيانًا اسم فرس النهر الأوروبي ، نوعًا من فرس النهر الذي امتد عبر أوروبا ، حيث انقرض قبل فترة من الزمن الجليدي الأخير في نهاية عصر العصر الجليدي.

## علم الأحياء
تراوح فرس النهر العتيق من شبه الجزيرة الأيبيرية و الجزر البريطانية و نهر الراين إلى اليونان.

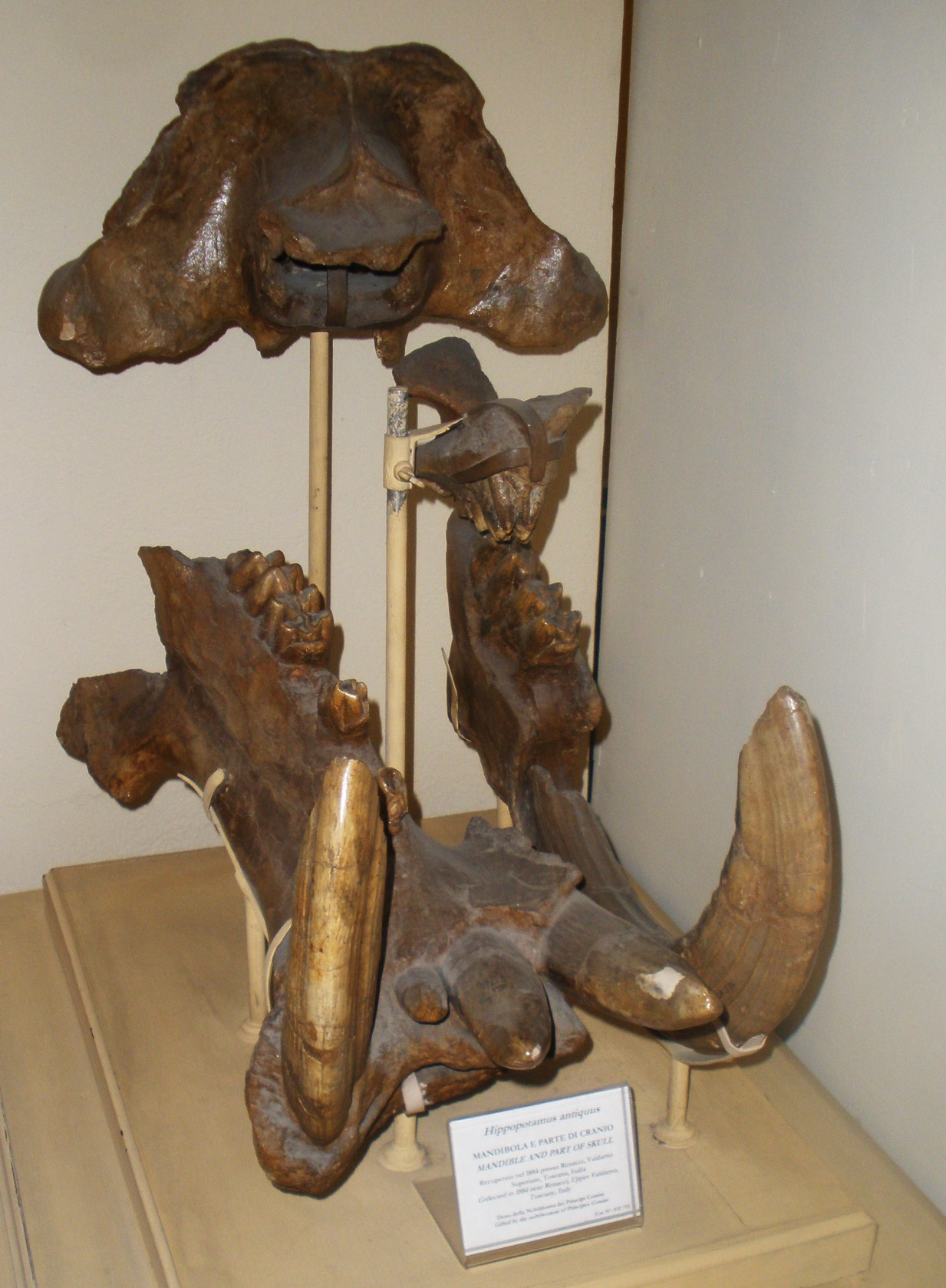
جمجمة

مماثلة في حجم وشكل جورجبس فرس النهر، كان فرس النهر العتيق في المتوسط أكبر من فرس النهر المشترك الحديث(Hippopotamus amphibius).  يُعتقد أن فرس النهر العتيق قد ظهرت لأول مرة منذ حوالي 1.8 مليون عام ، مقارنةً بمليوني عام قبل الإصابة بالبكتيريا البرمائية.  بداية من العصر الجليدي الأوسط ، هاجر البرمائيات إلى أوروبا وربما تنافس مع هذا النوع فرس النهر من أجل الغذاء. 
ويعتقد أن فرس النهر الكريتي (H. creutzburgi) قد تطورت من فرس النهر العتيق من خلال عملية التقزم الجزري في جزيرة كريت.